# Porphyrinia fugitiva
Porphyrinia fugitiva är en fjärilsart som beskrevs av Hugo Theodor Christoph 1877. Porphyrinia fugitiva ingår i släktet Porphyrinia och familjen nattflyn. Inga underarter finns listade i Catalogue of Life.